# Comuna de Kruklanki
Kruklanki (polaco: Gmina Kruklanki) é uma gminy (comuna) na Polónia, na voivodia de Vármia-Masúria e no condado de Giżycki. A sede do condado é a cidade de Kruklanki.
De acordo com os censos de 2004, a comuna tem 3006 habitantes, com uma densidade 15 hab/km².

## Área
Estende-se por uma área de 201,01 km², incluindo:
- área agricola: 33%
- área florestal: 53%

## Demografia
Dados de 30 de Junho 2004:
|                      | Total   | Total | Mulheres | Mulheres | Homens  | Homens |
| -------------------- | ------- | ----- | -------- | -------- | ------- | ------ |
|                      | pessoas | %     | pessoas  | %        | pessoas | %      |
| População            | 3006    | 100   | 1481     | 49,3     | 1525    | 50,7   |
| Densidade (pop./km²) | 15      | 100   | 7,4      | 7,4      | 7,6     | 7,6    |

De acordo com dados de 2002, o rendimento médio per capita ascendia a 1510,19 zł.

## Subdivisões
- Boćwinka, Brożówka, Jasieniec, Jeziorowskie, Jurkowo, Kruklanki, Lipowo, Możdżany, Sołtmany, Żabinki, Żywki, Żywy.

## Comunas vizinhas
- Banie Mazurskie, Giżycko, Kowale Oleckie, Pozezdrze, Świętajno, Wydminy